# 75 mm SA 35
Il 75 mm SA 35 era un cannone per carri armati francese, impiegato durante la seconda guerra mondiale. Era un'arma a colpo singolo, con canna lunga 17,1 calibri. Equipaggiava in casamatta il Char B1 ed il Char B1bis, con due sistemi di puntamento modello L.710, ognuno con ingrandimento 3,5×, campo da 11,15° e tamburo graduato regolabile fino a 1.600 per il granate esplosive e 1.560 m per i proietti perforanti esplosivi.

## Munizionamento
| Munizionamento SA 35 |                          |          |            |               |                           |
| Tipo                 | Modello                  | Peso, kg | Peso HE, g | Lunghezza, mm | Velocità alla volata, m/s |
| APHE                 | Obus de rupture Mle1910M | 6,40     | 90         | 239,5         | 475                       |
| HE                   | Obus explosif Mle1915    | 5,55     | 740        | -             | 500                       |